# بساون

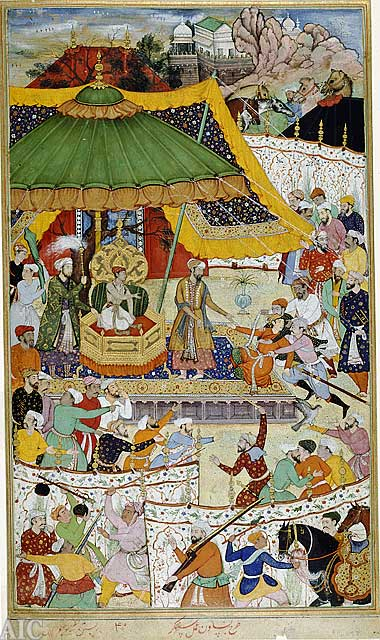
دادگاه اکبر کبیر برای نشان دادن اولین اقدام امپراتوری او: دستگیری یک درباری سرکش، که یک زمانی مورد علاقهٔ پدر اکبر بود. تصویری از یک نسخه خطی

باساوان، بساون یا باسوان (به انگلیسی: Basawan) نقاش مینیاتوریست هندو و از هنرمندان طراز اول دربار اکبر شاه در دربار گورکانی بود که بین سال‌های ۱۵۸۰ تا ۱۶۰۰ به شکوفایی و شهرت رسید. او توسط معاصران خود به عنوان یک نقاش ماهر، ناظر و زیرک در زمینهٔ طبیعت انسان شناخته شده بود، و برای خلق تصاویر اکبرنامه به دستور امپراتور مغول اکبر معروف بود، که به عنوان یک نوآوری در هنر هند دیده می‌شود.
باساوان، پدر مانوهار داس بود. مانوهار جانشین پدر به عنوان نقاش رسمی دربار گورکانی شد.

## دوران حرفه‌ای
باسوان به عنوان یک جوان هندو به دربار اکبر در دهلی پیوست و در سراسر دوران سلطنت امپراتوری او حضوری فعال در رسم نقاشی‌ها داشت. ابوالفضل می‌نویسد که باساوان از لحاظ ترکیب، ترسیم ویژگی‌ها، توزیع، رنگ‌بندی و پرتره از همه فراتر رفته‌است. چنان‌که او را «استاد اول» لقب داده‌اند.
اکبر بیش از هرکس دیگری ببه باساوان انعام می‌بخشید و برای پیشبرد سبک مغولی گورکانی او را می‌ستود. او پیشگام در دریافت و الهام‌گیری از سبک‌های جدید تصویرگری هنر اروپا بود. پرتره ناتورالیستی، فضای پرسپکتیو و رویکرد نقاشی به چشم‌انداز از ویژگی‌های بارز اوست.
باساوان در اوایل دهه ۱۵۶۰ نقاشی برجسته ای داشت. او در این سال، در بازسازی کتاب طوطی‌نامه شرکت کرد و نقاشی  «سرچشمه موسیقی» را کشید که با آن استعداد خود را برای رسم پرتره و توانایی خود در ترکیب‌بندی اشکال سنگ و درخت را نشان داد. طبیعت‌گرایی که قبلاً در نقاشی‌های قاره ای دیده نشده بود. همچنین در نقاشی افرادی که به اردوگاه ملک ایرج شبیخون می‌زنند، نبوغ و مهارت او در رسم صخره و سنگ قابل مشاهده است
درختان و شاخ و برگ فراوان تصاویر این نقاشی با تصویرهایی که در خمسه امیرخسرو دهلوی وجود دارد، مشابه و قابل مقایسه است. ترکیب‌بندی نقاشی او در حمزه نامه نیز شباهت اساسی به اثری دارد که بیست سال بعد، در  اکبرنامه ، اکبرشاه را در حال نبرد با هندوها، کشیده‌است. 
ماندگارترین میراث باساوان واکنشی است که به هنر اروپایی نشان داده و توانسته نگارگری گورکانی (مغولی) را با درک امکانات بصری هر دو سبک، با آن تطبیق دهد. نقاشی‌های او در دهه ۱۵۹۰ میلادی و پس از آن انقلابی است و تحولی اساسی در نقاشی عصر صفوی و گورکانی به وجود آورده. نقاشی  «صوفی ابوالعباس و درویشی که لباسش را می‌دوخت» در میانهٔ نسخه‌ای از  بهارستان جامی  با تاریخ ۱۵۹۵
، از دیگر آثار باساوان است که توانایی حیرت‌انگیز او در رسم جزئیات را نشان می‌دهد؛ همزمان طبیعت‌گرایی و پرتره دقیق در کنار تصاویر بزها و طاووس‌هایی که در گوشه و کنار نقاشی ایستاده‌اند. باساوان به‌طور مرتب از اشکال سنگ‌ها و درختان برای ایجاد فضاهای بصری به سبک اروپایی بهره می‌برد.
او مانند همه نقاشان گورکانی زمان خود، در دربار به آثار اروپاییان دسترسی داشت؛ به خصوص نقوش مسیحی و پرتره‌هایی از قدیسان و بزرگان نصرانی. او آزادانه بر اساس آن نقاشی‌ها تصویرسازی کرد. باسوان به‌طور معمول چهره‌های خود را با الهام از اروپایی‌ها، ولی در یک چهارچوب گورکانی قرار می‌داد و از ترکیب مینیاتورهای ایرانی در آن استفاده می‌کرد.

## نگارخانه

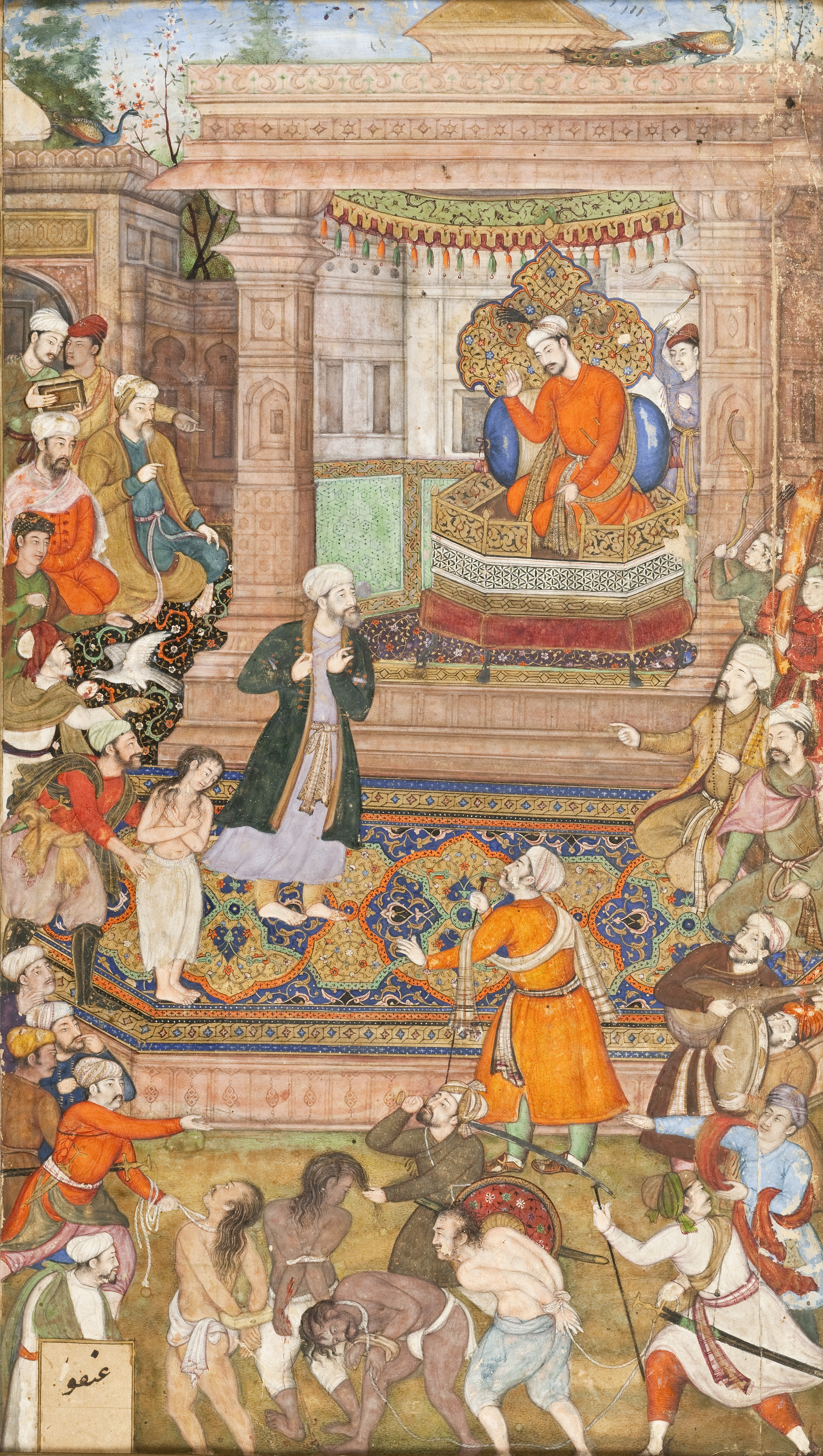
یک مینیاتور، مربوط به حکایتی از گلستان سعدی در باب عفو و سیرت شاهان، که در سال ۱۵۹۶ میلادی خلق شد. این اثر اکنون در مالکیت موزه هنر شهرستان لس‌آنجلس قرار دارد.
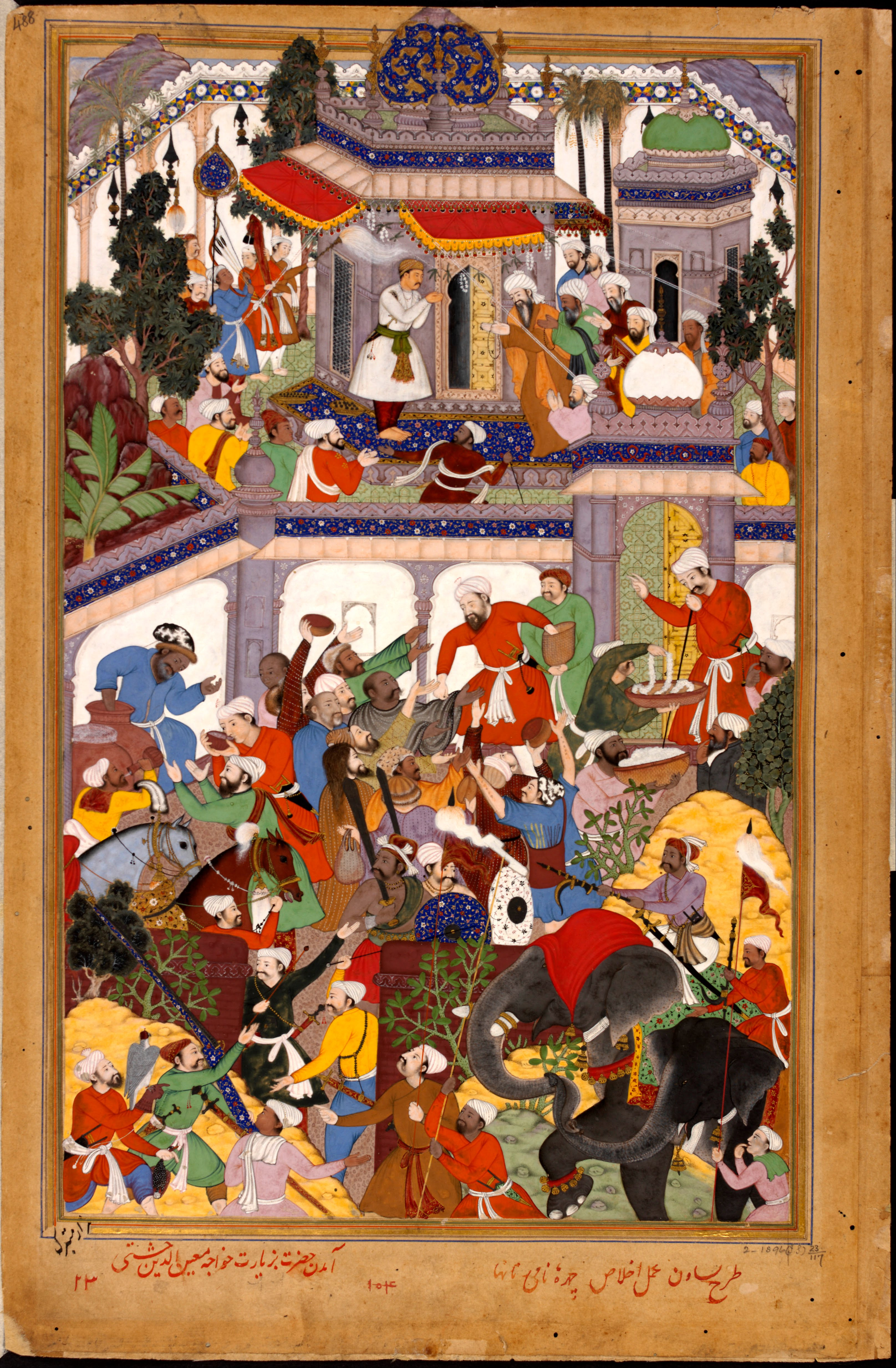
اکبرشاه در حال زیارت مقبره معین‌الدین چشتی این اثر اکنون در موزه ویکتوریا و آلبرت قرار دارد.
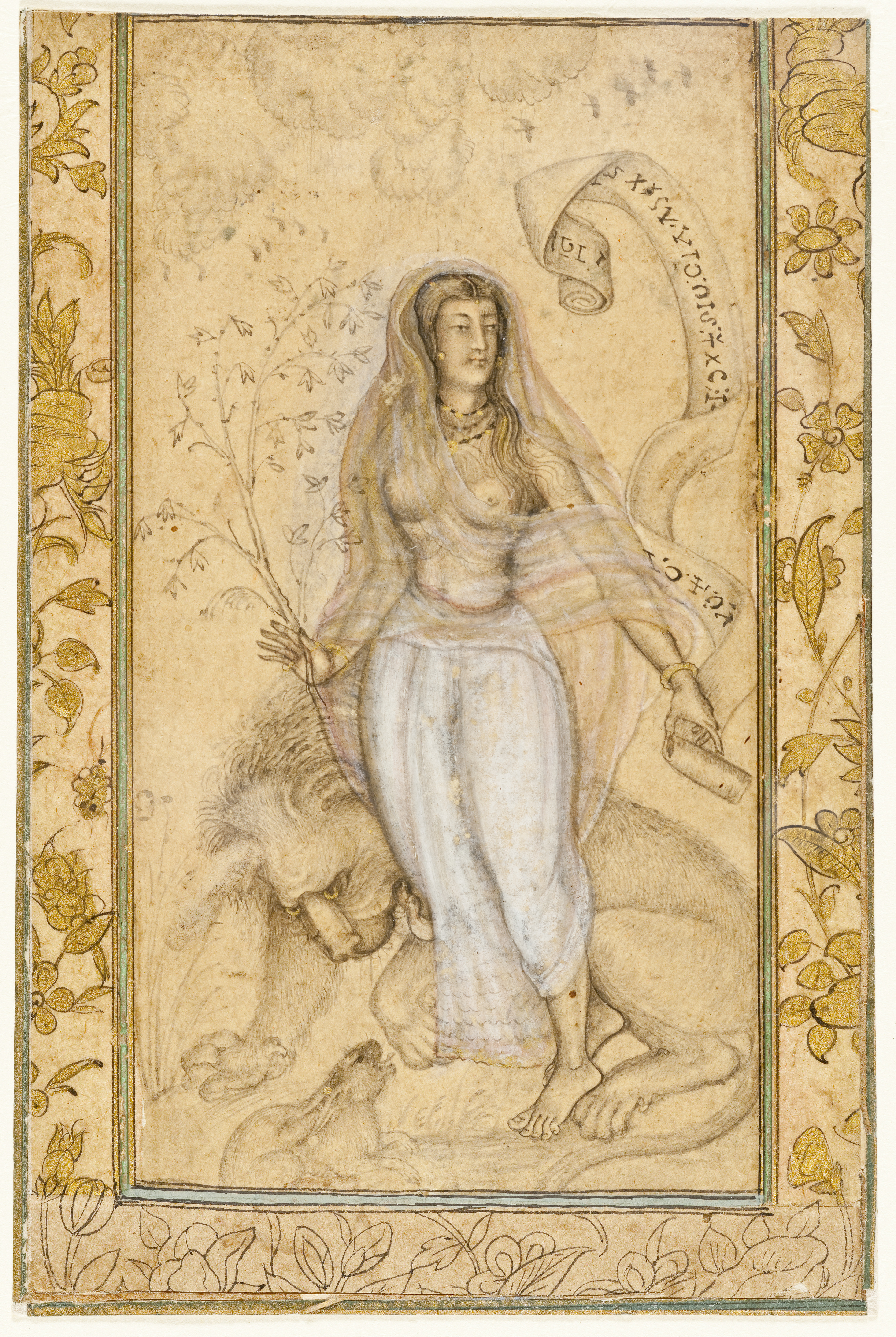
زنی به سبک نقاشی اروپایی
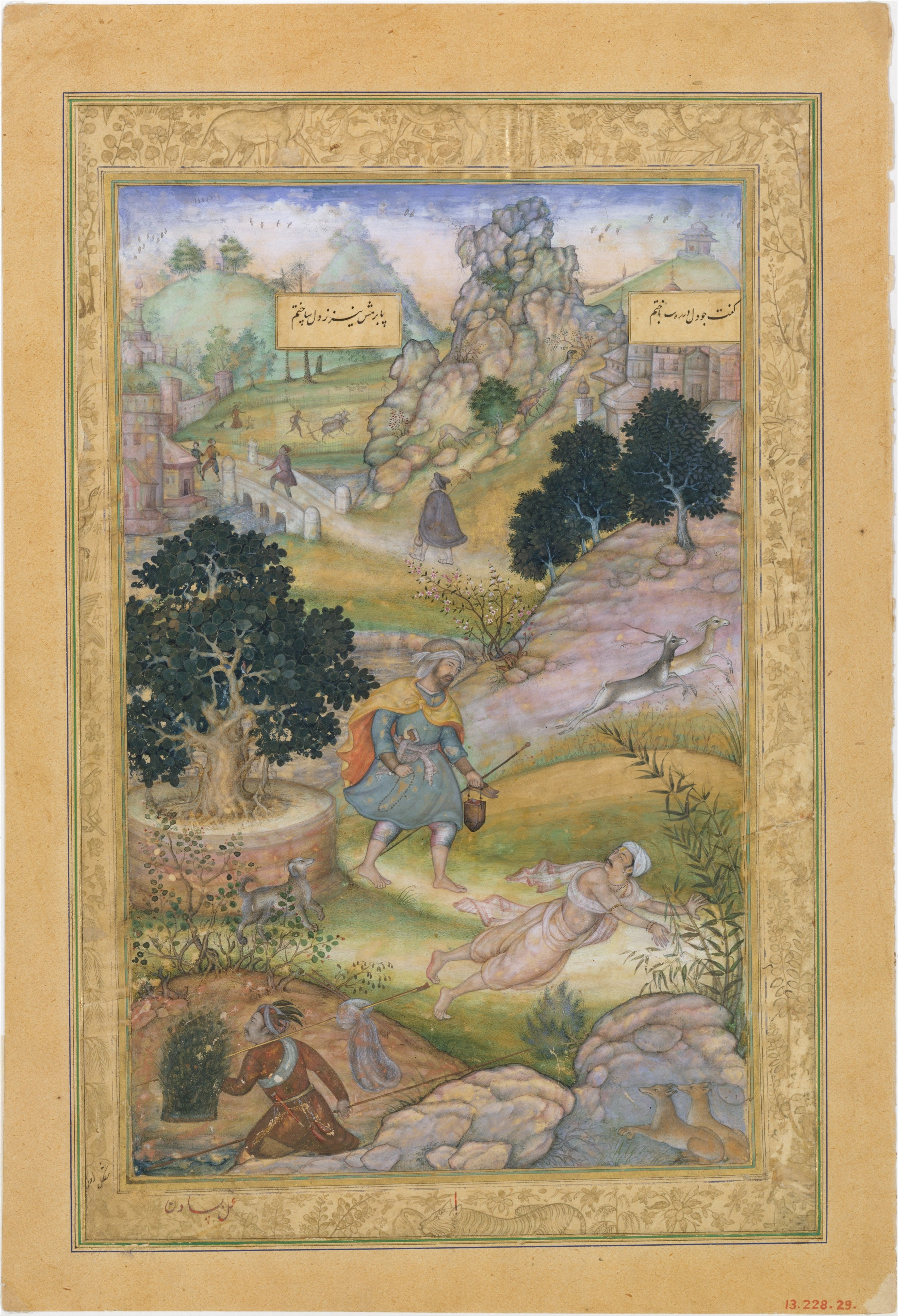
برگی از کتاب خمسه امیرخسرو دهلوی که زائر مسلمان از یک برهمن درس پارسایی می‌آموزد
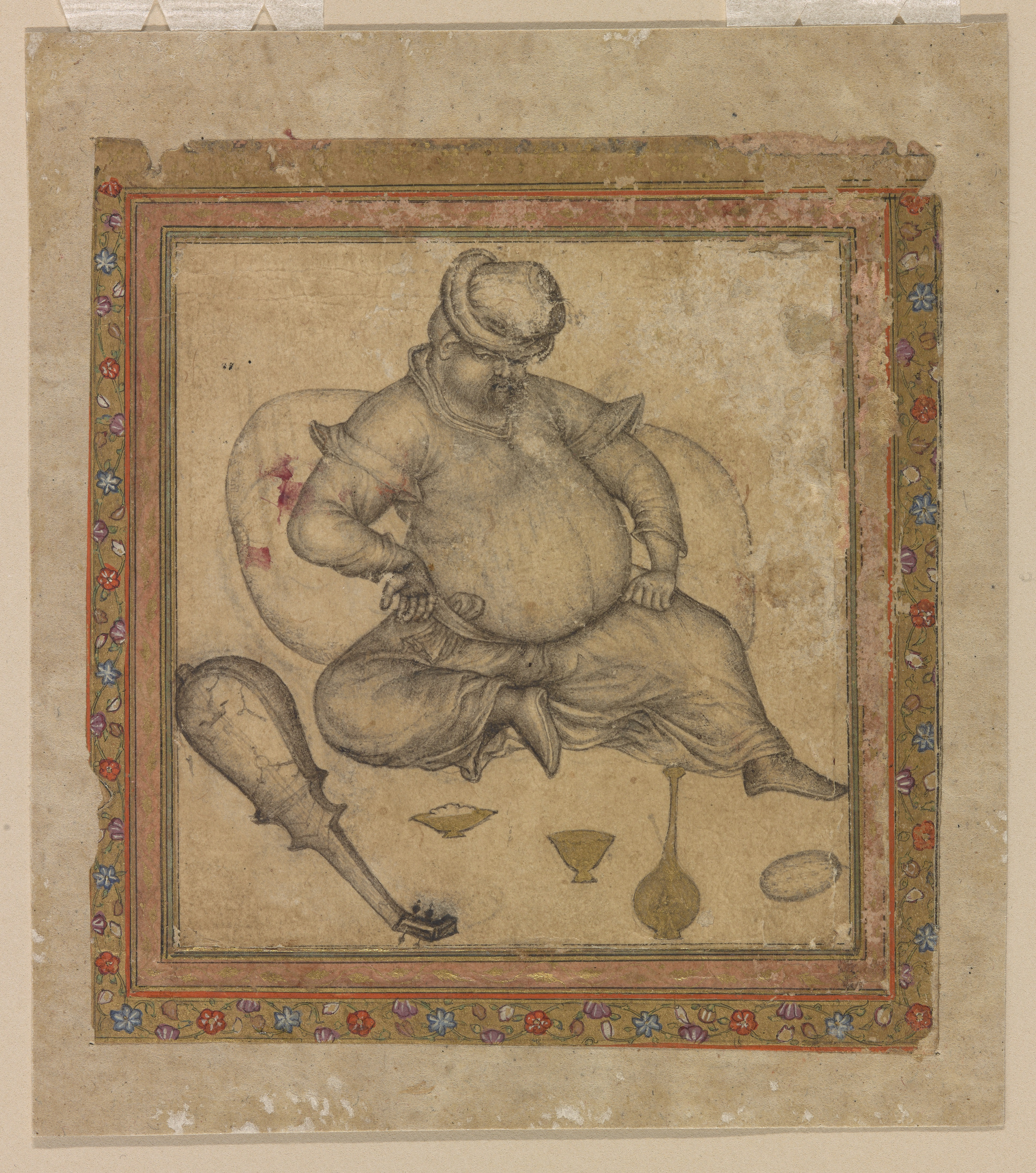
مرد مست با جامه اروپاییان
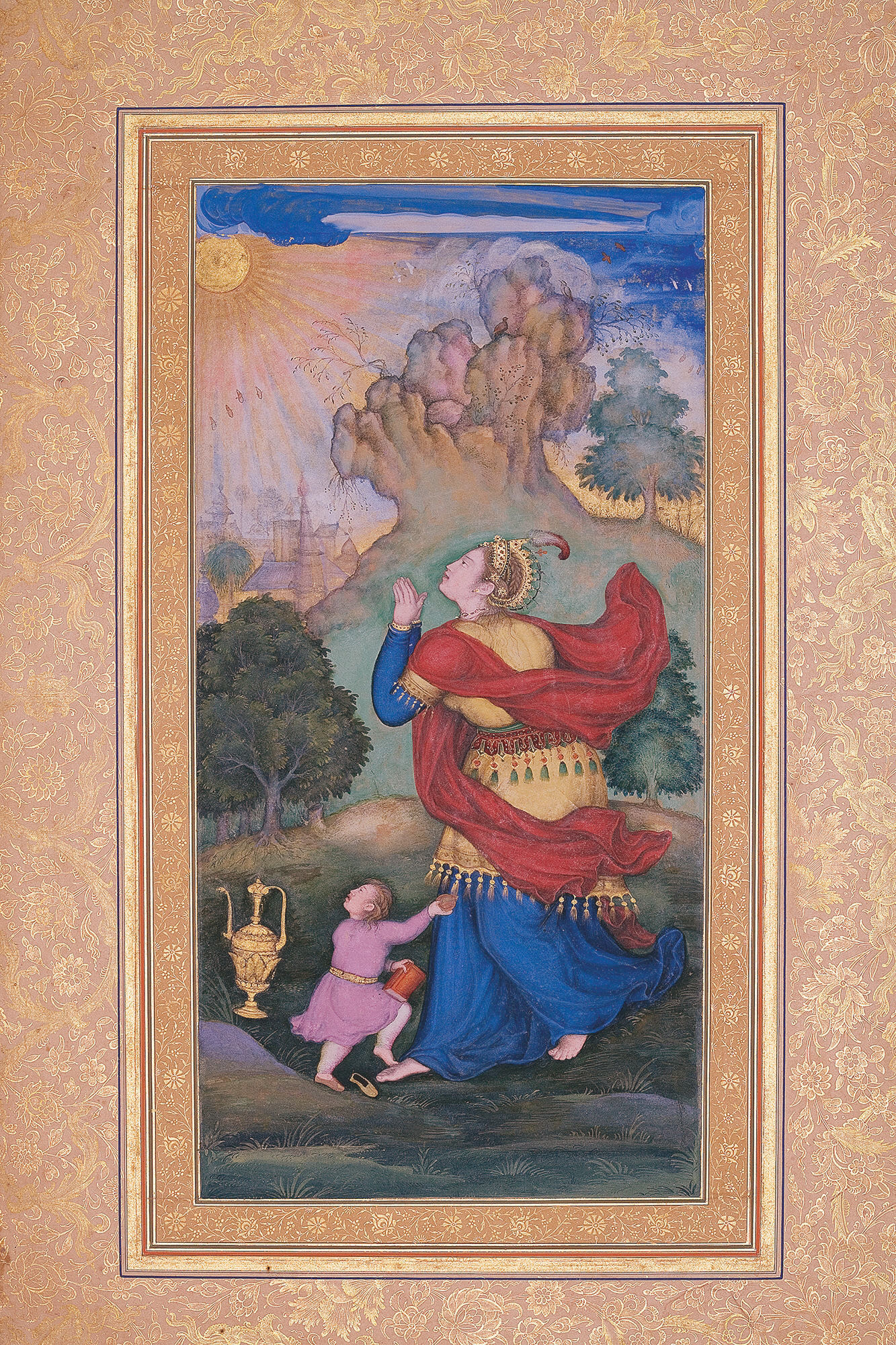
زن خورشیدپرست
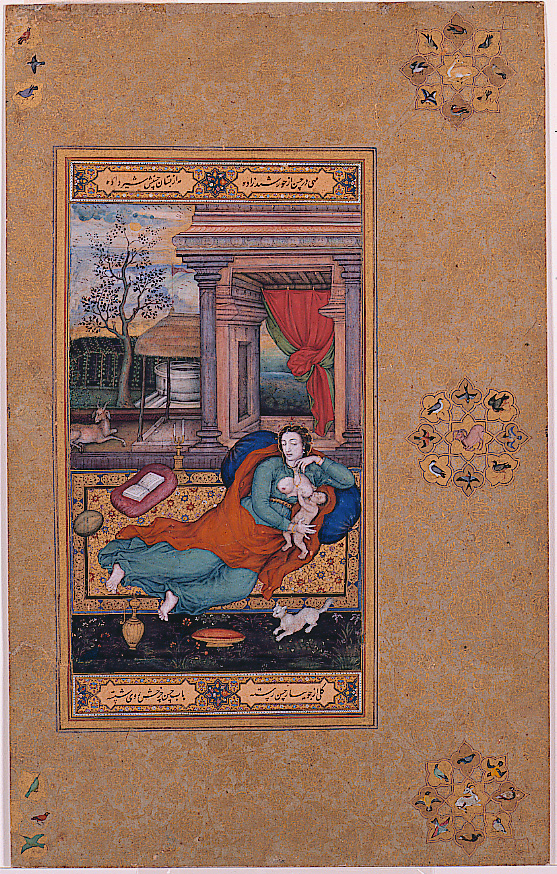
باکره و کودک؛ مریم در حال شیردهی به عیسی